# Bradysia elegans
Bradysia elegans är en tvåvingeart som beskrevs av Joao Stenghel Morgante 1969. Bradysia elegans ingår i släktet Bradysia och familjen sorgmyggor. Inga underarter finns listade i Catalogue of Life.